# Klaus Pohl (Ringer)
Klaus-Jürgen Pohl (* 1. August 1941 in Demmin) ist ein ehemaliger deutscher Ringer.

## Leben
Klaus Pohl aus dem mecklenburgischen Demmin begann als Jugendlicher mit dem Ringen. Nach ersten Erfolgen wurde der von den Talentsuchern des DDR-Ringerverbandes hoch eingeschätzte Ringer zur SG Dynamo Luckenwalde delegiert und entwickelte sich dort bei Trainer Rolf Wilkowski zu einem Klasseringer im griechisch-römischen Stil. Einer seiner ersten größeren Erfolge war der 2. Platz im Leichtgewicht, griechisch-römischer Stil beim „Werner-Seelenbinder-Turnier“ 1962 in Leipzig hinter Eckhard Schulz aus Rostock und vor Stas Penew, Bulgarien. Der spätere Weltmeister Dawid Gwandseladse aus der UdSSR wurde nur 6. Sieger in dieser Gewichtsklasse. DDR-Meister im Leichtgewicht wurde er erstmals 1964, als er den Favoriten Eckhard Schulz besiegte. Der größte Erfolg Klaus Pohls war der Gewinn der Europameisterschaft 1966 in Essen. Beim Studium seiner Gegner bei den internationalen Wettkämpfen in den folgenden Jahren fällt auf, dass er jedes Mal ein ausgesprochen schweres Los gezogen hatte. So besiegte er z. B. bei den Olympischen Spielen 1968 in Mexiko-Stadt mit Vitezlav Macha und Gennadi Sapunow zwei Weltmeister, um in den nächsten Runden an zwei weiteren Weltmeistern, Petros Galaktopoulos und Stevan Horvat, zu scheitern. 
Nach den Olympischen Spielen 1972 in München beendete Klaus Pohl seine Ringerlaufbahn und war jahrelang ein erfolgreicher Trainer bei Dynamo Luckenwalde.

## Internationale Erfolge
(alle Wettbewerbe im griechisch-römischen Stil, OS = Olympische Spiele, WM = Weltmeisterschaft, EM = Europameisterschaft, GR = Griechisch-römischer Stil, Leichtgewicht, bis 68 bzw. 70 kg, Weltergewicht, bis 74 bzw. 78 kg Körpergewicht)
| Jahr | Platz | Wettbewerb                               | Gewichtsklasse | |
| 1963 | 1.    | "Werner-Seelenbinder"-Turnier in Leipzig | Welter         | vor Eckhard Schulz u. Gotter, bde. DDR |
| 1964 | 1.    | Intern. Turnier in Gelenau               | Welter         | vor Bügel u. Vetter, bde. DDR |
| 1965 | 6.    | WM in Tampere                            | Leicht         | mit Siegen über Petros Galaktopoulos, Griechenland, James Burke, USA und Niederlagen gegen Guro Gurow, Bulgarien und Munaji Munemura, Japan                                                                                                   |
| 1966 | 1.    | EM in Essen                              | Leicht         | mit Siegen über Josef Brötzner, Österreich, Antonio Margaca Galantinho, Portugal, Eero Tapio, Finnland, Branislav Martinović, Jugoslawien, Antal Steer, Ungarn und Ion Gabor, Rumänien und trotz einer Niederlage durch Aage Barlie, Norwegen |
| 1967 | 3.    | EM in Minsk                              | Leicht         | mit Siegen über Kazimierz Macioch, Polen, Marin Bolocan, Rumänien, Boris Butrakow, Bulgarien, einem Unentschieden gegen Tapio und einer Niederlage gegen Gennadi Sapunow, UdSSR                                                               |
| 1967 | 11.   | WM in Bukarest                           | Leicht         | nach Niederlagen gegen Antal Steer und Mohammad Farhangdoust, Iran |
| 1968 | 4.    | EM in Västerås                           | Leicht         | mit Siegen über Franz Schmitt (Ringer), Bundesrepublik Deutschland, Ion Enache, Rumänien, Wladimir Novochatko, UdSSR und einem Unentschieden gegen Boris Butrakow                                                                             |
| 1968 | 10.   | OS in Mexiko-Stadt                       | Leicht         | mit Siegen über Vitezlav Macha, CSSR und Gennadi Sapunow, UdSSR und Niederlagen gegen Petros Galaktopoulos, Griechenland und Stevan Horvat, Jugoslawien                                                                                       |
| 1970 | 1.    | Intern. Turnier in Berlin (Ost)          | Welter         | vor Konytschew, UdSSR u. Iwan Kolew, Bulgarien |
| 1970 | 7.    | EM in Berlin (Ost),                      | Welter         | mit Siegen über Macha, Harald Barlie, Norwegen und Niederlagen gegen Momir Kecman, Jugoslawien und Wiktor Igumenow, UdSSR |
| 1971 | 7.    | WM in Sofia                              | Welter         | mit Siegen über Tapio und Macha und Niederlagen gegen Igumenow und Butrakow |
| 1972 | 7.    | OS in München                            | Welter         | mit Siegen über Robert Blaser, Schweiz und Tapio und Niederlagen gegen Macha und Daniel Robin, Frankreich |

## DDR-Meisterschaften
| Jahr | Platz | Stil | Gewichtsklasse |                                                            |
| 1964 | 1.    | GR   | Leicht         | vor Eckhard Schulz, Rostock und Heinz Henkel, Zella-Mehlis |
| 1965 | 1.    | GR   | Leicht         | vor Adolf Franke, Leipzig und Schulz                       |
| 1966 | 1.    | GR   | Leicht         | vor Henkel und Frey, Rostock                               |
| 1967 | 2.    | GR   | Leicht         | hinter Schulz und vor Klaus-Peter Göpfert, Zella-Mehlis    |
| 1968 | 1.    | GR   | Leicht         | vor Jürgen Hähnel, Leipzig und Göpfert                     |
| 1969 | 1.    | GR   | Welter         | vor Göpfert und Fähnrich, Zella-Mehlis                     |
| 1970 | 1.    | GR   | Welter         | vor Bernd Müller, Luckenwalde und Gotter, Leipzig          |
| 1971 | 1.    | GR   | Welter         | vor Müller und Helbing, Leipzig                            |
| 1972 | 1.    | GR   | Welter         | vor Detlef Klett, Luckenwalde und Rößler, Leipzig          |